# Coco Vandewegheová
Colleen „CoCo“ Vandewegheová (nepřechýleně Vandeweghe, rozená Mullarkey, * 6. prosince 1991 New York) je bývalá americká profesionální tenistka. V juniorské kategorii vyhrála grandslamovou dvouhru na US Open 2008. S Ashleigh Bartyovou pak triumfovala ve čtyřhře US Open 2018.
Na okruhu WTA Tour zvítězila na dvou singlových turnajích, když rosmalenský travnatý turnaj ovládla v letech 2014 a 2016. K nim přidala tři deblové trofeje, s Mattekovou-Sandsovou na Indian Wells Masters 2016, po boku Spearsové na Bank of the West Classic 2017 a s Bartyovou na Miami Masters 2018. V sérii WTA 125K triumfovala na jednom singlovém i deblovém turnaji. V rámci okruhu ITF získala dva tituly ve dvouhře a šest titulů ve čtyřhře.
Na žebříčku WTA byla ve dvouhře nejvýše klasifikována v lednu 2018 na 9. místě a ve čtyřhře v říjnu téhož roku na 14. místě. Dvakrát ji trénoval Craig Kardon a v mezidobí plnil roli kouče australský wimbledonský vítěz Pat Cash.
Ve dvouhře grandslamu se probojovala do semifinále dvouhry na Australian Open 2017, když cestou do něj vyřadila postupně tři nasazené hráčky, patnáctou Robertu Vinciovou, první hráčku světa Angelique Kerberovou a sedmou Garbiñe Muguruzaovou. V něm však nestačila na třináctou nasazenou krajanku Venus Williamsovou, které podlehla ve třech setech. Podruhé mezi poslední čtveřici postoupila na US Open 2017.
V roce 2023 oznámila konec kariéry. Po boku Keninové ukončila grandslamovou kariéru na zářijovém US Open 2023. O týden později odehrála poslední čtyřhru na San Diego Open 2023, kde po boku Danielle Collinsové nestačily v boji o titul na Krejčíkovou se Siniakovou.

## Týmové soutěže

### Billie Jean King Cup
V americkém týmu Billie Jean King Cupu debutovala v roce 2010 finálovým utkáním světové skupiny proti Itálii, v němž prohrála první dvouhru ve dvou setech s Francescou Schiavoneovou a posléze i čtvrtou proti Flavii Pennettaové. Američanky finálovou sérii prohrály celkově 1:3 na zápasy. Ve Světové skupině 2017 dovedla Američanky v roli jedničky k osmnácté trofeji v soutěži a první od roku 2000. Stala se také devátou tenistkou od zavedení 8členné světové skupiny v roce 1995, která vyhrála všech šest dvouher v průběhu jednoho ročníku. Naposledy před ní tohoto výkonu dosáhla Petra Kvitová v sezóně 2011. V minském finále proti Bělorusku zvládly s Shelby Rogersovou rozhodující čtyřhru. Již v dubnovém semifinále s Českou republikou vyhrála po boku světové jedničky Bethanie Matteková-Sandsová klíčovou čtyřhru, která Spojené státy posunula do zápasu o titul.
Poslední zápas odehrála ve světovém semifinále 2021 proti týmu Ruské tenisové federace. V soutěži nastoupila k dvanácti mezistátním utkáním s bilancí 8–4 ve dvouhře a 5–4 ve čtyřhře.

### Letní olympijské hry
Spojené státy americké reprezentovala na Letních olympijských hrách 2016 v Riu de Janeiru, kde nastoupila do ženské čtyřhry nastoupila s Bethanií Mattekovou-Sandsovou. V úvodním kole na ně Španělky Anabel Medinaová Garriguesová a Arantxa Parraová Santonjaová dokázaly uhrát jen dva gamy. Soutěž Američanky však opustily ve druhé fázi po prohře od pátých nasazených Švýcarek a pozdějších stříbrných medailistek Timey Bacsinszké a Martiny Hingisové.

### Hopman Cup
Za Spojené státy americké nastoupila na Hopman Cupu 2017, kdy společně s Jackem Sockem vyhráli všechny tři mezistátní duely základní skupiny B a postoupili do finále. V něm však nestačili na Francii, reprezentovanou Kristiny Mladenovicovou a Richardem Gasquetem, výsledkem 1:2 na zápasy.

## Tenisová kariéra
Coco Vandewegheová vyhrála bez ztráty setu v juniorské kategorii grandslam US Open 2008 ve dvouhře. Na tomtéž turnaji obdržela od pořadatelů divokou kartu do hlavní soutěže žen, kde ji v prvním kole vyřadila Jelena Jankovićová.

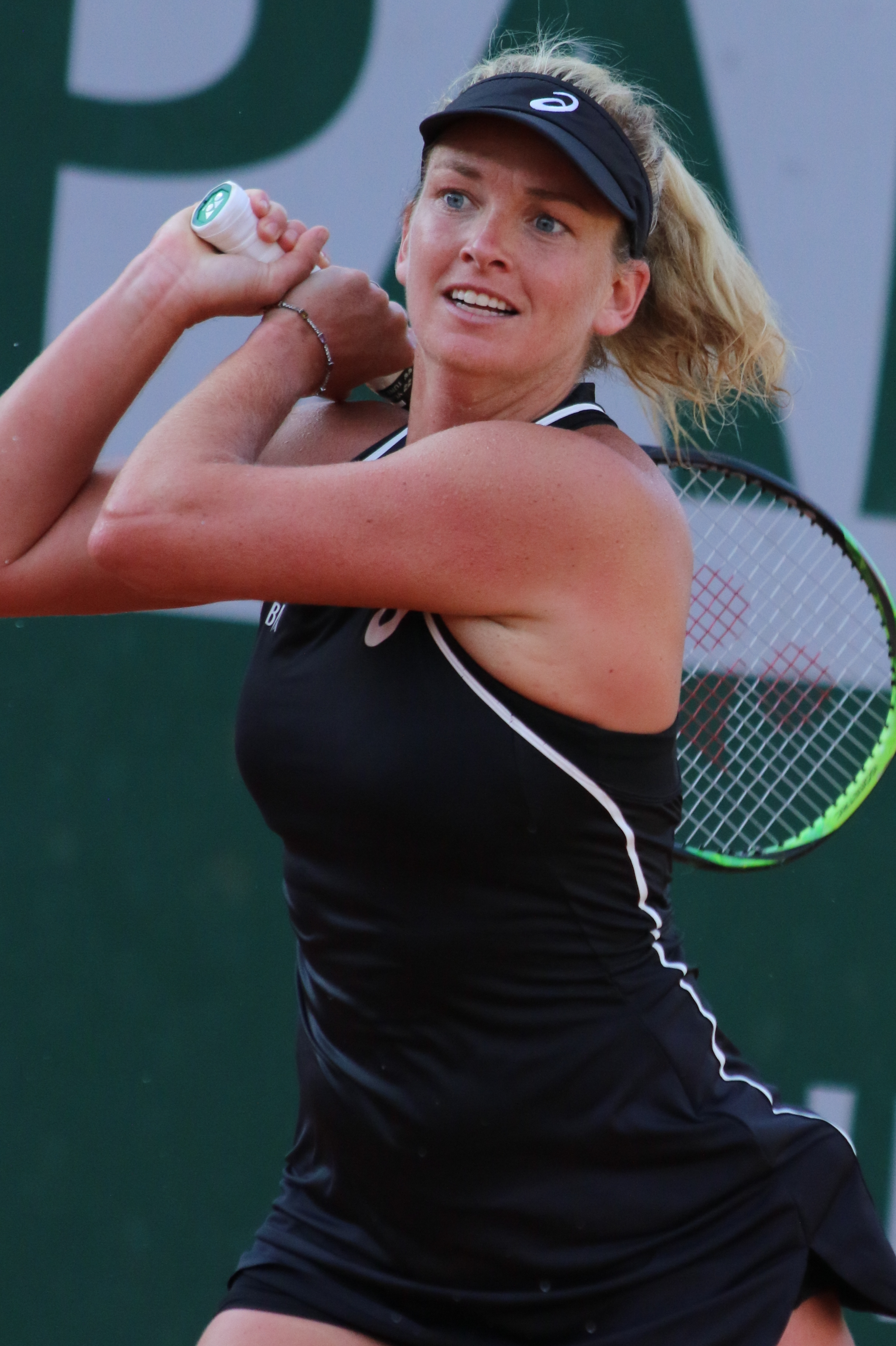
Vandewegheová na French Open 2018

Na okruhu WTA Tour debutovala v červenci 2006 na sandiegském Southern California Open 2006, kde dostala divokou kartu. V prvním kole prohrála s Katerynou Bondarenkovou. Do druhého kola poprvé postoupila až v roce 2009 na turnaji v Los Angeles, kde v 1. kole porazila Italku Tathianu Garbinovou. Ve druhém kole podlehla další italské tenistce Flavii Pennettaové. Ve třetím kole čtyřhry Wimbledonu 2015 podlehla s Němkou Annou-Lenou Grönefeldovou tchajwansko-italskému páru Sie Šu-wej a Flavia Pennettaová.
Do Australian Open 2017 vstupovala z pozice nenasazené hráčky. Na úvod přehrála ve dvou setech patnáctou nasazenou Italku Roberta Vinciovou, ve 2. kole pak potřebovala stejný počet setů na Pauline Parmentierovou. Ve třetím kole po velké bitvě porazila kanadskou tenistku Eugenie Bouchardovou, když v závěrečném setu zvítězila 7–5. V osmifinále pak ve dvou sadách zdolala světovou jedničku Angelique Kerberovou z Německa, když tak ve třetím vzájemném utkání uspěla poprvé. Tato výhra, první nad hráčkou číslo jedna, ji posunula do prvního čtvrtfinále na Australian Open a zároveň druhého v její grandslamové kariéře; debutové čtvrtfinále odehrála na trávě ve Wimbledonu 2015. V Melbourne po dvousetovém průběhu vyřadila nasazenou španělskou sedmičku Garbiñe Muguruzaovou a poprvé tak postoupila na grandslamovém turnaji mezi nejlepší čtyři hráčky. Tam však byla nad její síly krajanka Venus Williamsová, které podlehla ve třech setech. Po turnaji si na žebříčku WTA vylepšila své dosavadní singlové maximum, když jí patřila 20. pozice.
Druhé semifinále na grandslamovém turnaji hrála ještě při dvouhře na US Open 2017. Přestože tento zápas s krajankou Madison Keysovou prohrála hladce ve dvou setech, vynesl ji bodový zisk za účast v semifinále až na 9. místo žebříčku WTA. Po US Open 2018, kde se ve dvouhře nedostala přes první kolo, byla přinucena k 10měsíční turnajové přestávce pro zranění. Na žebříčku WTA klesla do srpna 2019 až na 467. pozici. Ve čtyřhře se díky vítězství na US Open 2018 držela na 24. místě. V závěru června 2019 obdržela divokou kartu na Silicon Valley Classic v San José, avšak v prvním kole dvouhry podlehla Bělorusce Aryně Sabalenkové.

## Soukromý život

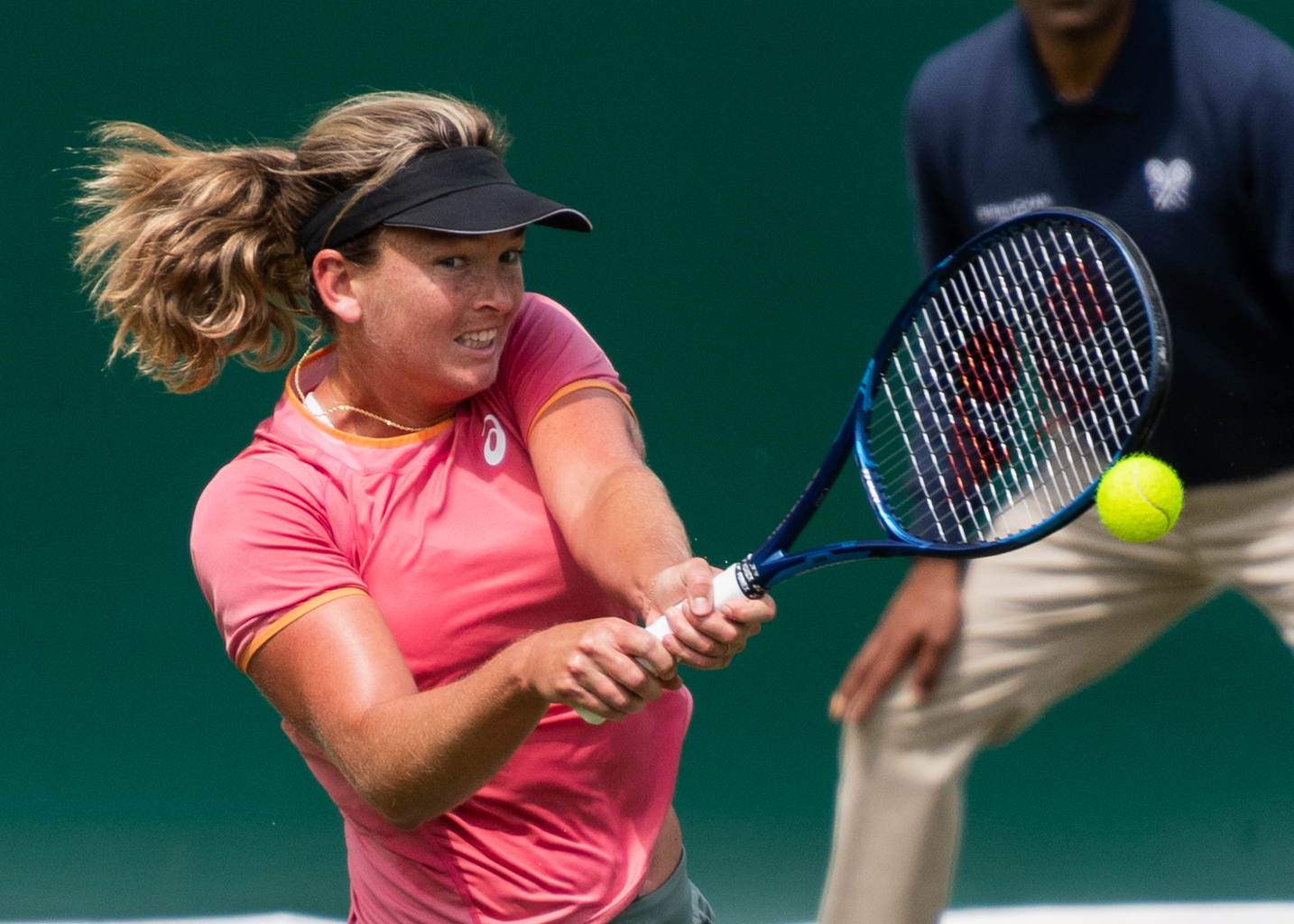
Vandewegheová na Birmingham Classic 2021

Coco Vandewegheová se narodila roku 1991 v New Yorku do rodiny Roberta a Tauny Mullarkeyových, kteří se během jejího mládí rozvedli. Poté se přestěhovala do Kalifornie, kde se matka podruhé vdala za Vandewegheho. Příjmení pak převzala po otčímu.
Pochází ze sportovně založené rodiny. Matka závodně plavala a zúčastnila se Letních olympijských her 1976. Nevlastní děd Ernie Vandeweghe se stal lékařem u amerického letectva, v mládí však byl profesionálním basketbalistou v týmu New York Knicks, hrajícím v nejvyšší soutěži NBA. Také její nevlastní strýc Kiki Vandeweghe hrál basketbal a později v NBA působil jako manažer a trenér. Babička z matčiny strany Colleen Kay Hutchinsová se v roce 1952 stala královnou krásy v soutěži Miss America.
Žije v kalifornském Rancho Santa Fe. Ačkoli se narodila v New Yorku, sama se označila za „zcela kalifornskou dívku“.

## Finále na Grand Slamu

### Ženská čtyřhra: 1 finále (1 výhra)
| Stav    | Rok  | Turnaj  | Povrch | Spoluhráč         | Soupeři ve finále                     | Výsledek                |
| ------- | ---- | ------- | ------ | ----------------- | ------------------------------------- | ----------------------- |
| Vítězka | 2018 | US Open | tvrdý  | Ashleigh Bartyová | Tímea Babosová Kristina Mladenovicová | 3–6, 7–6(7–2), 7–6(8–6) |

### Smíšená čtyřhra: 2 finále (2 porážky)
| Stav       | Rok  | Turnaj          | Povrch | Spoluhráč   | Soupeři ve finále             | Výsledek         |
| ---------- | ---- | --------------- | ------ | ----------- | ----------------------------- | ---------------- |
| Finalistka | 2016 | Australian Open | tvrdý  | Horia Tecău | Jelena Vesninová Bruno Soares | 4–6, 6–4, [5–10] |
| Finalistka | 2016 | US Open         | tvrdý  | Rajeev Ram  | Laura Siegemundová Mate Pavić | 4–6, 4–6         |

## Finále na okruhu WTA Tour
| Legenda                                          |
| ------------------------------------------------ |
| D – dvouhra; Č – čtyřhra                         |
| Grand Slam (1–0 Č)                               |
| Turnaj mistryň (0)                               |
| WTA Elite Trophy (0–1 D)                         |
| Premier Mandatory & Premier 5 / WTA 1000 (2–1 Č) |
| Premier / WTA 500 (0–3 D, 1–2 Č)                 |
| International / WTA 250 (2–0 D)                  |

| Tituly dle povrchu   |
| -------------------- |
| tvrdý (0–3 D; 4–3 Č) |
| tráva (2–0 D)        |
| antuka (0–1 D)       |
| koberec (0–0)        |

### Dvouhra: 6 (2–4)
| Stav       | č. | datum             | turnaj                           | povrch     | soupeřka ve finále     | výsledek      |
| ---------- | -- | ----------------- | -------------------------------- | ---------- | ---------------------- | ------------- |
| Finalistka | 1. | 15. července 2012 | Stanford, Spojené státy          | tvrdý      | Serena Williamsová     | 5–7, 3–6      |
| Vítězka    | 1. | 21. června 2014   | Rosmalen, Nizozemsko             | tráva      | Čeng Ťie               | 6–2, 6–4      |
| Vítězka    | 2. | 12. června 2016   | Rosmalen, Nizozemsko (2)         | tráva      | Kristina Mladenovicová | 7–5, 7–5      |
| Finalistka | 2. | 6. srpna 2017     | Stanford, Spojené státy          | tvrdý      | Madison Keysová        | 6–7(4–7), 4–6 |
| Finalistka | 3. | 5. listopadu 2017 | Ču-chaj, Čínská lidová republika | tvrdý (h)  | Julia Görgesová        | 5–7, 1–6      |
| Finalistka | 4. | 29. dubna 2018    | Stuttgart, Německo               | antuka (h) | Karolína Plíšková      | 6–7(2–7), 4–6 |

### Čtyřhra: 7 (4–3)
| Stav       | č. | datum           | turnaj                           | povrch | spoluhráčka                 | soupeřky ve finále                    | výsledek                |
| ---------- | -- | --------------- | -------------------------------- | ------ | --------------------------- | ------------------------------------- | ----------------------- |
| Vítězka    | 1. | 19. března 2016 | Indian Wells, Spojené státy      | tvrdý  | Bethanie Matteková-Sandsová | Julia Görgesová Karolína Plíšková     | 4–6, 6–4, [10–6]        |
| Finalistka | 1. | 21. srpna 2016  | Cincinnati, Spojené státy        | tvrdý  | Martina Hingisová           | Sania Mirzaová Barbora Strýcová       | 5–7, 4–6                |
| Vítězka    | 2. | 6. srpna 2017   | Stanford, Spojené státy          | tvrdý  | Abigail Spearsová           | Alizé Cornetová Alicja Rosolská       | 6–2, 6–3                |
| Vítězka    | 3. | 1. dubna 2018   | Miami, Spojené státy             | tvrdý  | Ashleigh Bartyová           | Kateřina Siniaková Barbora Krejčíková | 6–2, 6–1                |
| Vítězka    | 4. | 9. září 2018    | US Open, New York, Spojené státy | tvrdý  | Ashleigh Bartyová           | Tímea Babosová Kristina Mladenovicová | 3–6, 7–6(7–2), 7–6(8–6) |
| Finalistka | 2. | 3. října 2021   | Chicago, Spojené státy           | tvrdý  | Caroline Dolehideová        | Květa Peschkeová Andrea Petkovicová   | 3–6, 1–6                |
| Finalistka | 3. | 16. září 2023   | San Diego, Spojené státy         | tvrdý  | Danielle Collinsová         | Barbora Krejčíková Kateřina Siniaková | 1–6, 4–6                |

## Finále série WTA 125
| Legenda                  |
| ------------------------ |
| D – dvouhra; Č – čtyřhra |
| WTA 125 (1–1 D; 1–0 Č)   |

### Dvouhra: 2 (1–1)
| Stav       | č. | datum              | turnaj                 | povrch | soupeřka ve finále  | výsledek      |
| ---------- | -- | ------------------ | ---------------------- | ------ | ------------------- | ------------- |
| Finalistka | 1. | 17. listopadu 2019 | Houston, Spojené státy | tvrdý  | Kirsten Flipkensová | 6–7(4–7), 4–6 |
| Vítězka    | 1. | srpen 2022         | Concord, Spojené státy | tvrdý  | Bernarda Peraová    | 6–3, 5–7, 6–4 |

### Čtyřhra: 1 (1–0)
| Stav    | č. | datum      | turnaj                 | povrch | spoluhráčka      | soupeřky ve finále                     | výsledek      |
| ------- | -- | ---------- | ---------------------- | ------ | ---------------- | -------------------------------------- | ------------- |
| Vítězka | 1. | srpen 2022 | Concord, Spojené státy | tvrdý  | Varvara Flinková | Peangtarn Plipuečová Mojuka Učidžimová | 6–3, 7–6(7–3) |

## Finále soutěží družstev: 3 (1–2)
| Stav       | Č. | Datum                  | Soutěž                           | Povrch    | Spoluhráči                                                | Finalisté                                                                 | Výsledek |
| ---------- | -- | ---------------------- | -------------------------------- | --------- | --------------------------------------------------------- | ------------------------------------------------------------------------- | -------- |
| Finalistka | 1. | 6.–7. listopadu 2010   | Fed Cup San Diego, Spojené státy | tvrdý (h) | Bethanie Mattek-Sandsová Melanie Oudinová Liezel Huberová | Francesca Schiavoneová Flavia Pennettaová Roberta Vinciová Sara Erraniová | 1–3      |
| Finalista  | 2. | 7. ledna 2017          | Hopman Cup Perth, Austrálie      | tvrdý (h) | Jack Sock                                                 | Kristina Mladenovicová Richard Gasquet                                    | 1–2      |
| Vítězka    | 1. | 11.–12. listopadu 2017 | Fed Cup Minsk, Bělorusko         | tvrdý (h) | Sloane Stephensová Shelby Rogersová Alison Riskeová       | Aryna Sabalenková Aljaksandra Sasnovičová Věra Lapková Lidzija Marozavová | 3–2      |

## Vítězství nad hráčkami z Top 10
| Rok       | 2008 | 2009 | 2010 | 2011 | 2012 | 2013 | 2014 | 2015 | 2016 | 2017 | 2018 | Celkem |
| --------- | ---- | ---- | ---- | ---- | ---- | ---- | ---- | ---- | ---- | ---- | ---- | ------ |
| Vítězství | 0    | 0    | 1    | 0    | 0    | 0    | 2    | 1    | 4    | 5    | 3    | 16     |

| Č.   | hráčka                    | WTA | turnaj                                           | povrch     | fáze        | skóre                   | CoCo V. |
| ---- | ------------------------- | --- | ------------------------------------------------ | ---------- | ----------- | ----------------------- | ------- |
| 2010 |                           |     |                                                  |            |             |                         |         |
| 1.   | Věra Zvonarevová          | 9.  | Mercury Insurance Open, San Diego, Spojené státy | tvrdý      | 2. kolo     | 2–6, 7–5, 6–4           | 205.    |
| 2014 |                           |     |                                                  |            |             |                         |         |
| 2.   | Ana Ivanovićová           | 10. | Rogers Cup, Montréal, Kanada                     | tvrdý      | 2. kolo     | 6–7(7–9), 7–6(9–7), 6–4 | 51.     |
| 3.   | Jelena Jankovićová        | 9.  | Rogers Cup, Montréal, Kanada                     | tvrdý      | 3. kolo     | 7–6(10–8), 2–6, 7–5     | 51.     |
| 2015 |                           |     |                                                  |            |             |                         |         |
| 4.   | Lucie Šafářová            | 6.  | Wimbledon, Londýn, Spojené království            | tráva      | 4. kolo     | 7–6(7–1), 7–6(7–4)      | 47.     |
| 2016 |                           |     |                                                  |            |             |                         |         |
| 5.   | Belinda Bencicová         | 7.  | Qatar Total Open, Dauhá, Katar                   | tvrdý      | 2. kolo     | 6–4, 6–2                | 43.     |
| 6.   | Carla Suárezová Navarrová | 6.  | Miami Open, Miami, Spojené státy                 | tvrdý      | 2. kolo     | 6–4, 6–2                | 38.     |
| 7.   | Agnieszka Radwańská       | 3.  | AEGON Classic, Birmingham, Spojené království    | tráva      | 1. kolo     | 7–5, 4–6, 6–3           | 32.     |
| 8.   | Roberta Vinciová          | 7.  | Wimbledon, Londýn, Spojené království            | tráva      | 3. kolo     | 6–3, 6–4                | 30.     |
| 2017 |                           |     |                                                  |            |             |                         |         |
| 9.   | Angelique Kerberová       | 1.  | Australian Open, Melbourne, Austrálie            | tvrdý      | 4. kolo     | 6–2, 6–3                | 35.     |
| 10.  | Garbiñe Muguruzaová       | 7.  | Australian Open, Melbourne, Australia            | tvrdý      | čtvrtfinále | 6–4, 6–0                | 35.     |
| 11.  | Johanna Kontaová          | 7.  | AEGON Classic, Birmingham, Spojené království    | tráva      | 2. kolo     | 6–1, 6–3                | 30.     |
| 12.  | Caroline Wozniacká        | 6.  | Wimbledon, Londýn, Spojené království            | tráva      | 4. kolo     | 7–6(7–4), 6–4           | 25.     |
| 13.  | Karolína Plíšková         | 1.  | US Open, New York, Spojené státy                 | tvrdý      | čtvrtfinále | 7–6(7–4), 6–3           | 22.     |
| 2018 |                           |     |                                                  |            |             |                         |         |
| 14.  | Sloane Stephensová        | 9.  | Porsche Tennis Grand Prix, Stuttgart, Německo    | antuka (h) | 1. kolo     | 6–1, 6–0                | 16.     |
| 15.  | Simona Halepová           | 1.  | Porsche Tennis Grand Prix, Stuttgart             | antuka (h) | čtvrtfinále | 6–4, 6–1                | 16.     |
| 16.  | Caroline Garciaová        | 7.  | Porsche Tennis Grand Prix, Stuttgart             | antuka (h) | semifinále  | 6–4, 6–2                | 16.     |

## Postavení na konečném žebříčku WTA

### Dvouhra
| Rok    | 2007 | 2008   | 2009   | 2010   | 2011   | 2012  | 2013   | 2014  | 2015  | 2016  | 2017  | 2018   | 2019   | 2020   | 2021   | 2022   | 2023   |
| Pořadí | 746. | ▲ 405. | ▲ 354. | ▲ 114. | ▼ 127. | ▲ 95. | ▼ 110. | ▲ 40. | ▲ 37. | ▬ 37. | ▲ 10. | ▼ 104. | ▼ 332. | ▲ 213. | ▲ 173. | ▲ 126. | ▼ 414. |

### Čtyřhra
| Rok    | 2008 | 2009   | 2010   | 2011   | 2012   | 2013   | 2014   | 2015  | 2016  | 2017  | 2018  | 2019   | 2020   | 2021   | 2022   | 2023   |
| Pořadí | 960. | ▲ 306. | ▼ 308. | ▲ 244. | ▼ 493. | ▲ 110. | ▼ 195. | ▲ 55. | ▲ 18. | ▼ 63. | ▲ 14. | ▼ 201. | ▼ 217. | ▲ 155. | ▼ 356. | ▲ 272. |